# Arpheuilles, Indre
Arpheuilles är en kommun i departementet Indre i regionen Centre-Val de Loire i de centrala delarna av Frankrike. Kommunen ligger i kantonen Châtillon-sur-Indre som tillhör arrondissementet Châteauroux. År 2022 hade Arpheuilles 238 invånare.

## Befolkningsutveckling
Antalet invånare i kommunen Arpheuilles
Referens:INSEE